# Matisse Thybulle
Matisse Vincent Thybulle (Scottsdale, 4 marzo 1997) è un cestista statunitense naturalizzato australiano, professionista nella NBA con i Portland T. Blazers.

## Biografia
Nato a Scottsdale in Arizona da padre haitiano e madre statunitense, all'età di due anni si trasferì con la sua famiglia a Sydney, in Australia, ottenendo in seguito anche la cittadinanza di quel paese; nel 2005 ritornò a vivere negli Stati Uniti.

## Carriera
Philadeplhia 76ers (2019-2023)

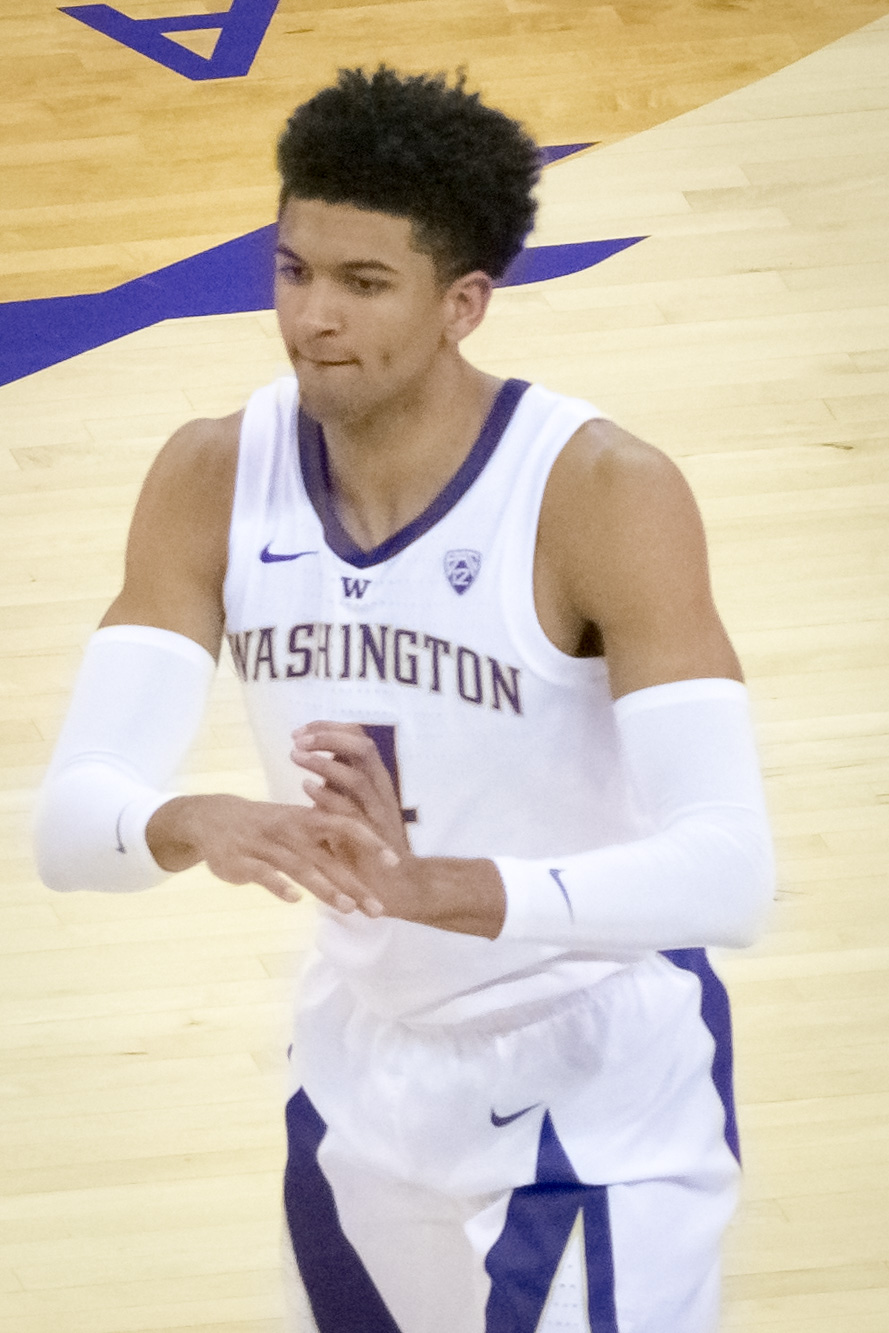
Thybulle al college nel 2019

Dopo essersi dichiarato eleggibile per il Draft NBA 2019, viene selezionato come ventesima scelta assoluta dai Boston Celtics, ed immediatamente girato ai Philadelphia 76ers.

### Portland Trail Blazers (2023-)
Il 9 febbraio 2023 viene scambiato ai Portland Trail Blazers in uno scambio a tre squadre comprendente i Charlotte Hornets. 
Con l'Australia ha disputato i Giochi olimpici di Tokyo 2020.

## Statistiche
| * | Primo nella lega |

### NCAA
| Anno      | Squadra            | PG  | PT  | MP   | TC%  | 3P%  | TL%  | RP  | AP  | PRP  | SP  | PP   |
| --------- | ------------------ | --- | --- | ---- | ---- | ---- | ---- | --- | --- | ---- | --- | ---- |
| 2015-2016 | Washington Huskies | 34  | 34  | 24,1 | 39,7 | 36,6 | 71,4 | 3,2 | 1,6 | 1,1  | 0,9 | 6,2  |
| 2016-2017 | Washington Huskies | 31  | 31  | 29,9 | 44,8 | 40,5 | 84,1 | 3,1 | 1,8 | 2,1  | 0,7 | 10,5 |
| 2017-2018 | Washington Huskies | 34  | 34  | 32,2 | 44,5 | 36,5 | 71,4 | 2,9 | 2,6 | 3,0  | 1,4 | 11,2 |
| 2018-2019 | Washington Huskies | 36  | 36  | 31,1 | 41,5 | 30,5 | 85,1 | 3,1 | 2,1 | 3,5* | 2,3 | 9,1  |
| Carriera  | Carriera           | 135 | 135 | 29,3 | 42,9 | 35,8 | 78,2 | 3,1 | 2,0 | 2,5  | 1,4 | 9,2  |

#### Massimi in carriera
- Massimo di punti: 26 vs Colorado-Boulder (17 febbraio 2018)[2]
- Massimo di rimbalzi: 11 vs Arizona State (16 febbraio 2017)
- Massimo di assist: 7 (3 volte)
- Massimo di palle rubate: 7 (4 volte)
- Massimo di stoppate: 6 (2 volte)
- Massimo di minuti giocati: 44 (2 volte)

### NBA

#### Regular Season
| Anno      | Squadra             | PG  | PT  | MP   | TC%  | 3P%  | TL%  | RP  | AP  | PRP | SP  | PP  |
| --------- | ------------------- | --- | --- | ---- | ---- | ---- | ---- | --- | --- | --- | --- | --- |
| 2019-2020 | Philadelphia 76ers  | 65  | 14  | 19,8 | 42,3 | 35,7 | 61,0 | 1,6 | 1,2 | 1,4 | 0,7 | 4,7 |
| 2020-2021 | Philadelphia 76ers  | 65  | 8   | 20,0 | 42,0 | 30,1 | 44,4 | 1,9 | 1,0 | 1,6 | 1,1 | 3,9 |
| 2021-2022 | Philadelphia 76ers  | 66  | 50  | 25,5 | 50,0 | 31,3 | 79,1 | 2,3 | 1,1 | 1,7 | 1,1 | 5,7 |
| 2022-2023 | Philadelphia 76ers  | 49  | 6   | 12,1 | 43,1 | 33,3 | 75,0 | 1,3 | 0,5 | 0,9 | 0,3 | 2,7 |
| 2022-2023 | Portland T. Blazers | 22  | 22  | 27,7 | 43,8 | 38,8 | 62,5 | 3,5 | 1,4 | 1,7 | 0,8 | 7,4 |
| 2023-2024 | Portland T. Blazers | 65  | 19  | 22,9 | 39,7 | 34,6 | 75,9 | 2,1 | 1,4 | 1,7 | 0,8 | 5,4 |
| 2024-2025 | Portland T. Blazers | 15  | 5   | 20,8 | 47,7 | 43,8 | 46,7 | 3,5 | 1,9 | 2,2 | 0,6 | 7,5 |
| Carriera  | Carriera            | 343 | 124 | 20,9 | 43,8 | 34,3 | 66,1 | 2,0 | 1,1 | 1,6 | 0,8 | 4,9 |

#### Play-off
| Anno     | Squadra            | PG | PT | MP   | TC%  | 3P%  | TL%  | RP  | AP  | PRP | SP  | PP  |
| -------- | ------------------ | -- | -- | ---- | ---- | ---- | ---- | --- | --- | --- | --- | --- |
| 2020     | Philadelphia 76ers | 4  | 1  | 18,8 | 42,9 | 25,0 | -    | 1,8 | 0,5 | 0,8 | 0,3 | 1,8 |
| 2021     | Philadelphia 76ers | 12 | 1  | 18,3 | 48,1 | 32,4 | 40,0 | 1,4 | 0,3 | 1,3 | 0,9 | 5,3 |
| 2022     | Philadelphia 76ers | 9  | 0  | 15,2 | 45,8 | 28,6 | 33,3 | 1,0 | 0,4 | 0,8 | 0,8 | 3,0 |
| Carriera | Carriera           | 25 | 2  | 17,3 | 47,0 | 30,8 | 37,5 | 1,3 | 0,4 | 1,0 | 0,8 | 3,9 |

#### Massimi in carriera
- Massimo di punti: 20 vs Toronto Raptors (8 dicembre 2019)[3]
- Massimo di rimbalzi: 9 vs Portland Trail Blazers (9 agosto 2020)
- Massimo di assist: 6 vs Washington Wizards (5 dicembre 2019)
- Massimo di palle rubate: 6 (2 volte)
- Massimo di stoppate: 5 vs Washington Wizards (26 maggio 2021)
- Massimo di minuti giocati: 39 vs Brooklyn Nets (30 dicembre 2021)

## Palmarès
- NBA All-Defensive Team: 2

Second Team: 2021, 2022
- Olimpiadi
 Tokyo 2020